# Bishop-Ring

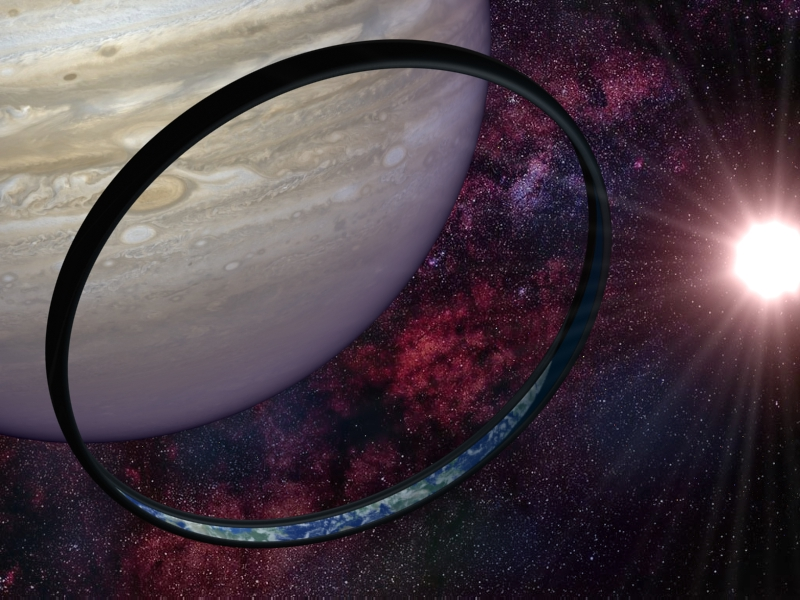
Künstlerische Darstellung einer rotierenden Raumstation

Ein Bishop-Ring ist eine Art hypothetisches rotierendes Weltraum-Habitat, das ursprünglich 1997 von Forrest Bishop vom „Institute of Atomic-Scale Engineering“ vorgeschlagen wurde. Das Konzept ist eine kleinere Version des Banks-Orbital, das wiederum eine kleinere Version des Niven-Rings ist. Wie andere Designs von Weltraumhabitaten würde sich der Bishop-Ring drehen, um künstliche Schwerkraft durch die Zentrifugalkraft zu erzeugen. Das Design unterscheidet sich von den klassischen Entwürfen, die in den 1970er Jahren von Gerard Kitchen O’Neill und der NASA erstellt wurden, dadurch, dass es Kohlenstoffnanoröhren anstelle von Stahl verwenden würde, wodurch das Habitat viel größer gebaut werden könnte. Der ursprüngliche Vorschlag sah vor, dass das Habitat einen Radius von ca. 1000 km und eine Breite von 500 km haben sollte, was einer Fläche von 3 Millionen km² entspricht, vergleichbar mit der Fläche von Argentinien oder Indien.
Aufgrund seiner enormen Ausmaße müsste der Bishop-Ring nicht wie der Stanford-Torus umschlossen sein: Er könnte ohne “Dach” gebaut werden, wobei die Atmosphäre durch künstliche Schwerkraft und Atmosphärenrückhaltewände in einer Höhe von etwa 200 km zurückgehalten würde. Das Habitat wäre so ausgerichtet, dass seine Rotationsachse senkrecht zur Ebene seiner Umlaufbahn steht, mit entweder einer Anordnung von Spiegeln, um das Sonnenlicht auf den inneren Rand zu reflektieren oder einer künstlichen Lichtquelle in der Mitte, die durch eine Kombination von Solarzellen auf dem äußeren Rand und Solarstrom-Satelliten gespeist würde.
Auch im Gegensatz zu den NASA-Vorschlägen aus den 1970er Jahren, bei denen Habitate im erdnahen Weltraum (englisch cislunar) oder in den Erde-Mond Lagrange-Punkten L4 und L5 platziert werden sollten, zog Forrest Bishop andere mögliche Positionen in Betracht, darunter die viel weiter entfernten Lagrange-Punkte Sonne-Erde L4/L5, Positionen näher an der Sonne und Positionen im Asteroidengürtel oder darüber hinaus.

## Bishop-Ringe in der Fiktion
- Bishop-Ringe sind eine häufige Art von Habitaten im fiktiven Universum des Orion's Arm Worldbuilding-Projekts;[4] ihr Radius variiert von weniger als 100 km bis zu 1.000 km.
- Die gleichnamigen Ringanlagen der Halo-Videospielserie sind im Wesentlichen Bishop-Ringe mit leicht abweichenden Proportionen. Sie befinden sich jedoch in Umlaufbahnen um Gasriesen und Gesteinsplaneten und nicht an Lagrange-Punkten.
- Die Orbitale in Iain Banks’ Die Kultur-Romanen beruhen auf einem ähnlichen Konzept, wären jedoch viel größer und würden daher viel stärkere Materialien erfordern.